# アップル・レコード
アップル・レコード（Apple Records）は、ビートルズが設立したイギリスの企業アップル・コア（Apple Corps）のレコードレーベル。いわゆる「アップル盤」のアップルとは同レーベルのことを指す。

## 概要
- 1968年にビートルズの設立した会社アップル・コアのプロジェクトの一部として設立される。
- アップル・コアの設立当初の五大プロジェクト（エレクトロニクス、映画、出版、レコード、小売業）のうち、最も成功したのがアップル・レコードである。
- アップル・レコードが設立されるまでビートルズは、アメリカにおいてはキャピトル、イギリスではパーロフォン（EMI傘下）と契約していた。その後、EMIとキャピトルはそれぞれ、1975年までアップル・レコードの作品を販売することに同意。EMIはビートルズの音源の所有権を保有する一方[注釈 1]、 アップル・コアは彼らがサインしたアーティストのすべての権利とビートルズのビデオ・クリップと映画の権利を所有する。

## 由来

### レーベル名
- 英国の子どもが最初に文字を覚えるのがアップルのAであることからという説[注釈 2]、アダムとイヴから名づけられたという説と、リンゴ・スターのRingoと日本語の林檎とかけて名づけられたという説など、諸説言われている。

### リンゴマーク
- アップルのリンゴマークは、ポール・マッカートニーが所有するベルギーの画家、ルネ・マグリットの青リンゴの絵がヒントになっている。

- このリンゴはグラニースミス・アップルという品種で、形は日本人がよく見かける丸形ではなく、やや横長の楕円形である。

- レコードジャケットには一部を除いて原則、このリンゴマークが描かれている。日本では1960年代～80年代初頭頃までは、輪郭線だけで描かれたリンゴマークの中に"Apple RECORDS"と書かれたものがレーベルデザインとして使われた。1990年代以降は他の国と同様に、写実的な青リンゴまたは単色のリンゴマークの下に"Apple"の表記を付けたものが、レーベルロゴとして使用されている。

## 主なアーティスト
- ビートルズ関連
  - ジョン・レノン
  - プラスティック・オノ・バンド
  - オノ・ヨーコ
  - ポール・マッカートニー
  - ウイングス
  - ジョージ・ハリスン
  - リンゴ・スター
- バッドフィンガー（アイヴィーズ）
- メリー・ホプキン
- ビリー・プレストン
- ドリス・トロイ
- ジェームス・テイラー

## その他のアーティスト
- ジャッキー・ロマックス
- モダン・ジャズ・カルテット
- ラヴィ・シャンカール
- エレファンツ・メモリー
- ジョン・タヴナー
- ブラック・ダイク・ミルズ・バンド
- ホット・チョコレート・バンド
- デヴィッド・ピール
- ロン&デレク・ヴァン・イートン
- ラダ・クリシュナ・テンプル
- クリス・ホッジ
- ロニー・スペクター
- （ホワイト）トラッシュ
- エラスティック・オズ・バンド
- サンダウン・プレイボーイズ
- ブルート・フォース

## その他のリリース
1963年にアメリカのフィレス・レコードよりリリースされていた「フィル・スペクターズ・クリスマス・アルバム」が英米ともにアップルよりリイシューされた事がある。
ニルソン主演・リンゴ・スター監督の1974年のサウンド・トラックSon of Dracula（邦題：吸血鬼ドラキュラⅡ世）は「Rapple」というレーベルでリリースされた。これは映画配給がアップル・フィルムであったのとレコードの販売がRCA であったため。（日本ではレーベル面はRappleを使用していたが、帯等では通常のRCAレーベルと扱われて発売された。）
アメリカでのみ3枚のサウンド・トラック・アルバムをリリースしている。タイトルは「Cometogether」「Raga」（日本でも発売）「El Topo」。